# 炎多留
炎多留是日本成人電子遊戲裡少有的男同性戀取向戀愛遊戲。T&M公司最早於2000年10月推出第一版，故事以高中生愛情為主。之後又出了「炎多留2・魂（ソウル）」，以電視新聞工作為劇情主線。最新作是「炎多留III潮 USHIO」，主題則是搜救隊隊員。每一個角色可以設定是否是同性戀以及「攻受」。遊戲之中還有幾個情節SM、排泄等有關。
2003年10月30日Simple系列改善其中的過激情景出了標題為的作品。

## 外部連結
- T&M公司炎多留官方網站 （页面存档备份，存于）（日語）